# Kurtna Suurjärv
Kurtna Suurjärv (est. Suurjärv (Kurtna Suurjärv)) – jezioro w gminie Illuka, w prowincji Virumaa Wschodnia, w Estonii. Położone jest na terenie obszaru chronionego krajobrazu Kurtna (est. Kurtna maastikukaitseala). Ma powierzchnię 33,9 hektara, linię brzegową o długości 3360 m, długość 1070 m i szerokość 510 m. Jest jednym z 42 jezior wchodzących w skład pojezierza Kurtna (est. Kurtna järvestik). Sąsiaduje z jeziorami Ahenjärv, Martiskajärv, Kurtna Mustjärv, Kuradijärv, Piirakajärv.